# Альянс женщин Замбии
Альянс женщин Замбии (англ. Zambia Alliance of Women, ZAW) — африканская неправительственная организация.
Альянс основан в Замбии в 1978 году.

## История
Альянс женщин Замбии был создан в 1978 году для содействия гендерному равенству, развитию и миру. Альянс был зарегистрирован в соответствии с Законом об общественных организациях в марте 1982 года. 

## Статистика
К 2011 году в Альянсе насчитывалось 15 000 членов.

## Деятельность
Альянс уделяет внимание вопросам охраны окружающей среды. В апреле 2020 года альянс рекомендовал мелким фермерам не продавать кукурузу частным покупателям по самым низким ценам. В июне 2020 года альянс обратился к правительству с просьбой оказать помощь женским группам и кооперативам. Исполнительный директор Альянса Эда Гондве Чимья (англ. Edah Gondwe Chimya) призвала женщин, работающих в горнодобывающих районах, воспользоваться правительственными программами для участия в горнодобывающем секторе Замбии.